# Światopełka
Światopełka, Światopełki (biał. Святаполка, Swiatapołka; ros. Святополка, Swiatopołka) – wieś na Białorusi, w obwodzie brzeskim, w rejonie janowskim, w sielsowiecie Opol.

## Historia
W dwudziestoleciu międzywojennym leżała w Polsce, w województwie poleskim, w powiecie drohickim, w gminie Bezdzież. W 1921 wieś liczyła 105 mieszkańców, zamieszkałych w 20 budynkach. Wszyscy oni byli tutejszymi wyznania prawosławnego.
Po II wojnie światowej w granicach Związku Sowieckiego. Od 1991 w niepodległej Białorusi.